# 北魏分裂
北魏分裂，是指中國歷史上南北朝時期的534年北朝的北魏分裂成东魏、西魏的事件。

## 起因和經過
北魏孝庄帝杀死权臣尔朱荣之后，北魏大乱，尔朱兆、尔朱世隆杀害孝庄帝，先后拥立长广王元晔、广陵王元恭做皇帝。混战的胜出者是高欢。高欢废黜元恭，立平阳王元修为帝。
534年，孝武帝元修与高欢关系决裂，逃到关中投奔宇文泰，高欢于是在邺城拥立清河王子元善见为皇帝，是为东魏。元修在年底被宇文泰所杀，宇文泰在长安立南阳王元宝炬为皇帝，是为西魏。

## 結局
东魏政权在高欢的控制中，550年，被高欢的儿子高洋建立北齐而取代；西魏政权在宇文泰的控制中，557年，被宇文泰的儿子宇文觉建立北周而取代。